# Rathaus Neuötting

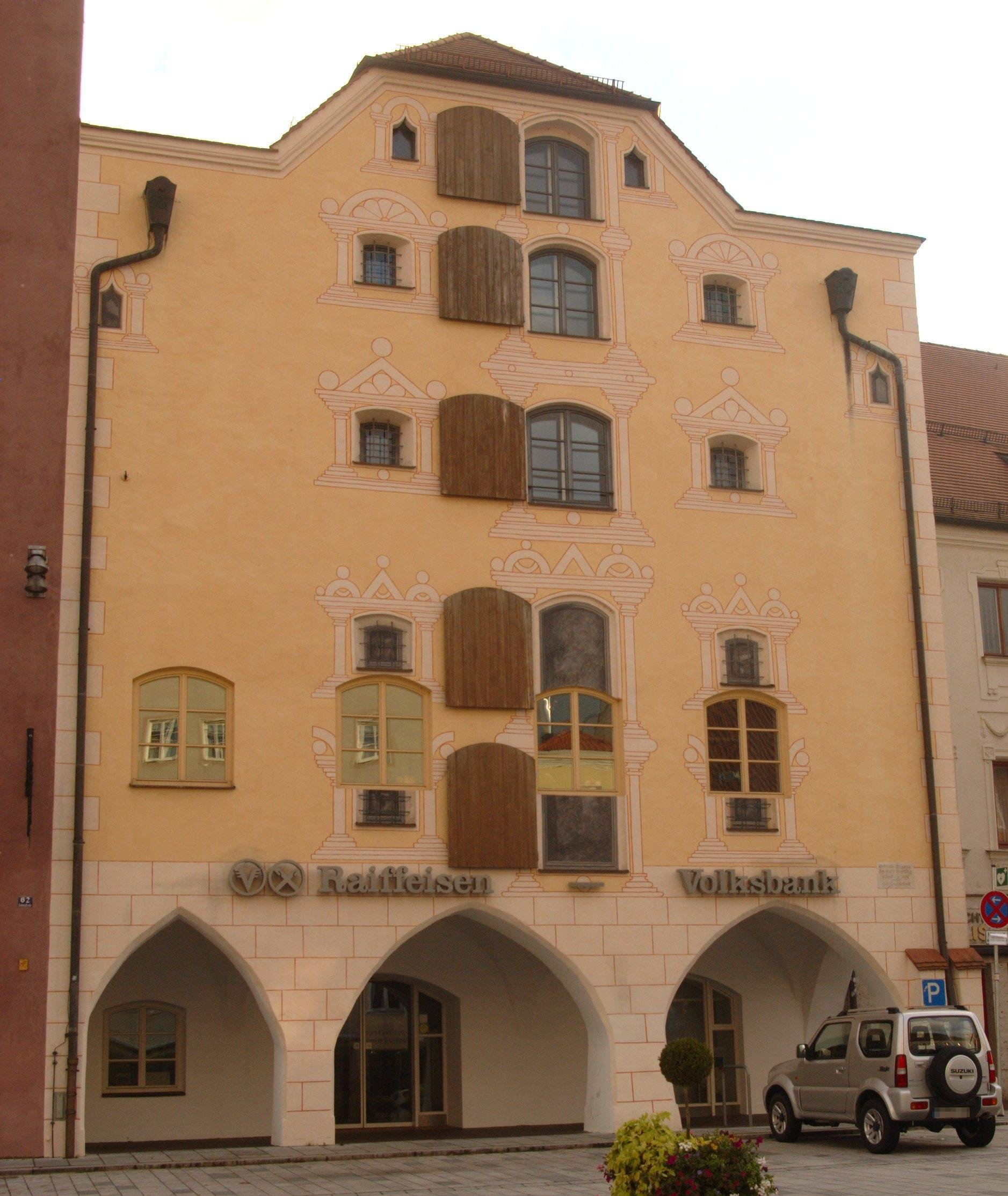
Rathaus in Neuötting

Das Rathaus in Neuötting, einer Stadt im Landkreis Altötting in Oberbayern, wurde vor 1400 errichtet. Das Rathaus an der Ludwigstraße 60, ein ehemaliger Getreidekasten, ist ein geschütztes Baudenkmal.
Der mehrgeschossige ehemalige Speicherbau besitzt einen erdgeschossigen Laubengang mit Kreuzgratgewölbe aus der Mitte des 16. Jahrhunderts.
Tiefgreifende Veränderungen wurden um 1967 durch Einbeziehung in die Rathauserweiterung durchgeführt. Dabei wurde die Fassadengliederung mit ornamentalen Sgraffitos in Anlehnung an das renaissancezeitliche Erscheinungsbild erneuert.
Von 1996 bis 1999 wurde durch den Ausbau zum Stadtsaal das Innere neu strukturiert.